# Casinogesellschaft
Eine Casinogesellschaft ist ein gesellschaftlicher Verein, der der Freizeitgestaltung dient. Viele dieser Gesellschaften wurden nach der bürgerlichen Revolution in Frankreich gegründet. Meist stellten sie einen Zusammenschluss der männlichen Vertreter der bürgerlichen Oberschicht (Beamte, Offiziere, Geistliche, Grundbesitzer, Fabrikanten, Ärzte, Geschäftsleute) einer Stadt dar. Der Name leitet sich vom italienischen Wort Casino („kleines Haus“) ab. 
Häufig versammelte man sich in einem Stammlokal um einen Billardtisch. Neben dem Billard- und Kartenspiel diskutierte man die neuesten Nachrichten. Somit wurden Casinogesellschaften für das aufstrebende Bürgertum wichtige Zentren der Kommunikation im 19. Jahrhundert. Nicht selten endeten die Diskussionen auch in Initiativen zur Verbesserung des Lebensumfeldes. Ballsäle, Sportstätten, Parks und Freibäder gehen auch auf das Wirken von Casinogesellschaften zurück. Heute steht die Bezeichnung Casinogesellschaft oft auch für ein Gebäude, in dem einmal eine solche Gesellschaft gewirkt hat.
Das „Casino Köln, ein Verein gebildeter und gefälliger Männer“, wurde 1809 in Köln unter dem Namen Societé gegründet. Mitglieder der Kölner Casinogesellschaft gehörten zu den Mitbegründern und führenden Mitgliedern der Rosenmontagsgesellschaft, auf die der Kölner Karneval zurückgeht.
Mit der Gleichschaltung während des Nationalsozialismus lösten sich die meisten Casinogesellschaften zunächst auf. In vielen Städten wurden nach Wiedergründungen die historischen Casinogebäude zurückgewonnen. Die Gesellschaften haben sich weiterentwickelt und sind dabei, ihre alte Bedeutung auch im nationalen Maßstab zurückzuerlangen.

## Bekannte Casinogesellschaften
(sortiert nach Ort)
- Club Aachener Casino (seit 1805)
- Stadtcasino Basel (seit 1808)
- Casino-Gesellschaft in Berlin von 1786
- Casino-Gesellschaft Birkenfeld (Wiedergründung 1961)
- Casino zu Coblenz (seit 1808)
- Gesellschaft Casino zu Dortmund (gegründet 1812)
- Gesellschaft Casino Duisburg (seit 1858)
- Gesellschaft Casino Elberfeld, heute Wuppertal (seit 1805)
- Casinogesellschaft Freinsheim e. V. (gegründet am 9. Februar 2001 in Anknüpfung an die seit 1817 belegte und bis 1952 bestehende gleichnamige Casinogesellschaft)
- Frankfurter Casino Gesellschaft (gegründet 1802), Sitz einer bedeutenden Fraktion der Frankfurter Nationalversammlung
- Casinogesellschaft Herisau (gegründet 1837)
- Kasino-Gesellschaft Idar e. V. (gegründet am 29. November 1856)
- Casino Gesellschaft Köln 1809
- Casino-Gesellschaft Ljubljana 1810
- Kasino-Gesellschaft Leverkusen e. V. (seit 1901)
- Harmonie-Gesellschaft von 1803 e. V. Mannheim (gegründet 1803 unter dem Namen Casino, bei Fusion 1813/14 Änderung des Namens)
- Casinogesellschaft Melsungen (seit 1838)
- Gesellschaft Casino e.V Mülheim an der Ruhr (nachweisbar seit 1816, Gründung wahrscheinlich 1792)[5]

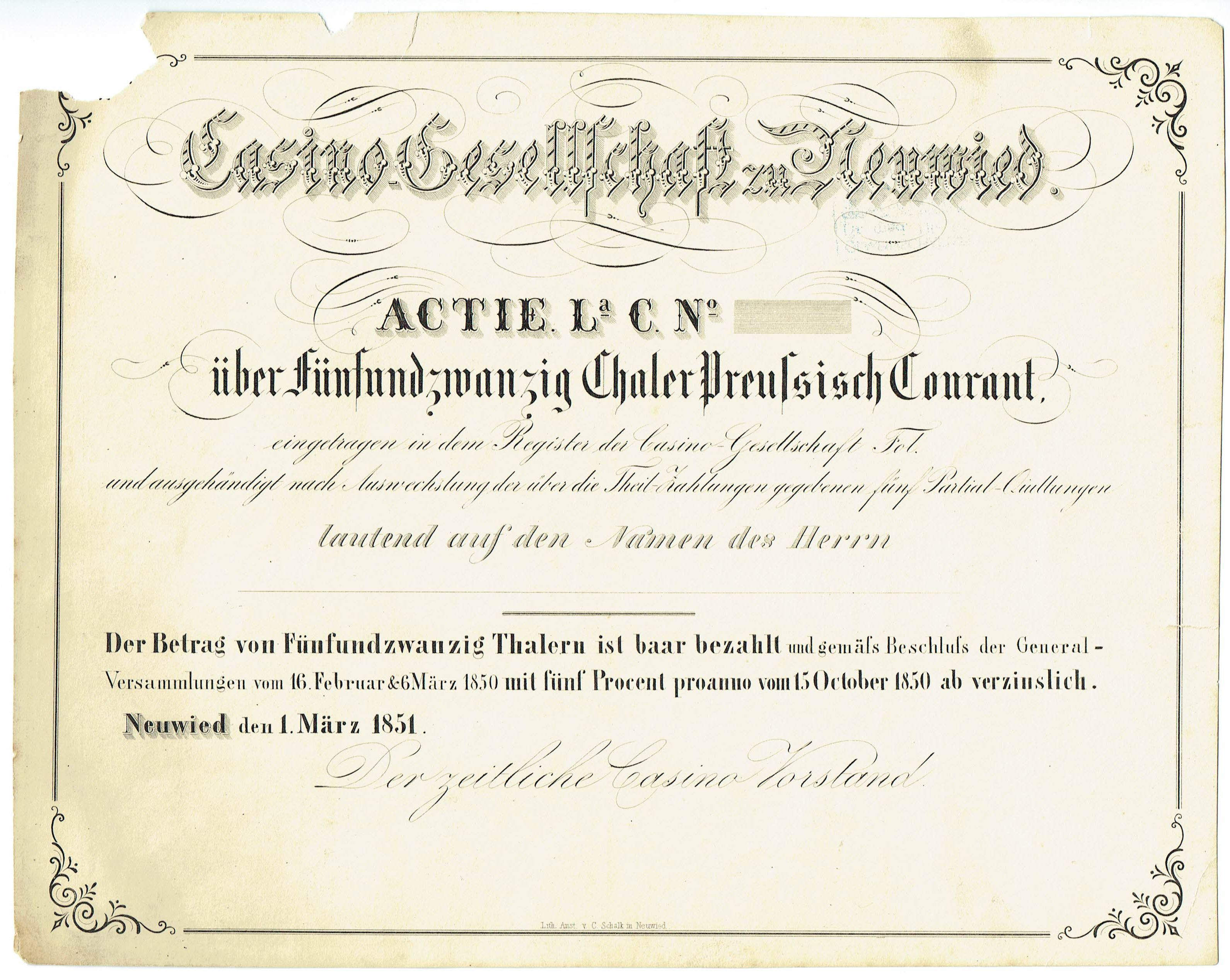
Aktie über 25 Thaler der Casino-Gesellschaft zu Neuwied vom 1. März 1851

- Casino-Gesellschaft Neuwied seit 1799
- Obersteiner Bürgerkasino
- Casino-Gesellschaft Oldenburg (seit 1785)
- Saarbrücker Casinogesellschaft (seit 1796)
- Casino-Gesellschaft Solingen (seit 1840)
- Gesellschaft Casino zu Trarbach 1810 e. V.
- Casinogesellschaft e. V. Trier (seit 1818)
- Casinogesellschaft Weinheim 1812 e. V. (seit 1812)
- Wiesbadener Casino-Gesellschaft  (seit 1816)
- Kasinogesellschaft Warburg e. V. (gegründet 1839)
- Gesellschaft Casino Witten (gegründet 1864)
- Casino Gesellschaft Wittlich 1858 e. V.
- Casinogesellschaft Zweibrücken (gegründet 1813)